# Ryczów (Klein-Polen)
Ryczów is een dorp in de Poolse woiwodschap Klein-Polen. De plaats maakt deel uit van de gemeente Spytkowice (powiat wadowicki).